# Stanisław Hetmanek
Stanisław Hetmanek (ur. 14 kwietnia 1895 w Warszawie, zm. 1940 w Katyniu) – inspektor Straży Granicznej II RP, ofiara zbrodni katyńskiej.

## Życiorys
Stanisław Hetmanek urodził się 14 kwietnia 1895 w Warszawie, w rodzinie Jana i Marianny z Hulków. Student teologii na Uniwersytecie w Dorpacie i prawa na Uniwersytecie Warszawskim, gdzie uzyskał absolutorium. 
Żołnierz I Korpusu Polskiego w Rosji, współpracował z Leopoldem Lisem-Kulą. W 1920, w czasie wojny z bolszewikami walczył w szeregach 144 pułku piechoty. Po zakończeniu działań wojennych zweryfikowany w stopniu porucznika ze starszeństwem z dniem 1 czerwca 1919 i 2828. lokatą w korpusie oficerów rezerwowych piechoty. W latach 1923–1924 posiadał przydział mobilizacyjny do 63 pułku piechoty w Toruniu. W 1934 pozostawał na ewidencji Powiatowej Komendy Uzupełnień Warszawa Miasto III. Był wówczas porucznikiem ze starszeństwem z dniem 1 czerwca 1919 roku i 8. lokatą w korpusie oficerów rezerwy żandarmerii. Posiadał przydział mobilizacyjny do Oficerskiej Kadry Okręgowej Nr I, jako „pełniący służbę w Straży Granicznej”.
Po zakończeniu służby wojskowej pracował w Ministerstwie Skarbu w charakterze radcy. 1 listopada 1927, po wejściu w życie nowej organizacji Straży Celnej, został szefem Oddziału Administracyjno-Budżetowego Komendy Straży Celnej. Od 1928, po utworzeniu Straży Granicznej, pełnił służbę na stanowisku szefa Oddziału Administracyjno-Budżetowego Komendy Straży Granicznej w Warszawie.
Po agresji ZSRR na Polskę w 1939 roku znalazł się w niewoli radzieckiej. Osadzony w obozie w Kozielsku. Zamordowany przez NKWD wiosną 1940 w Katyniu.
Stanisław Hetmanek był żonaty z Hanną z Protasów.

## Awans pośmiertny i upamiętnienie
5 października 2007 Minister Obrony Narodowej mianował go pośmiertnie na stopień kapitana Wojska Polskiego, a 26 października 2007 roku Minister Spraw Wewnętrznych i Administracji awansował go pośmiertnie na stopień nadinspektora Straży Granicznej. Awanse zostały ogłoszone w dniu 9 listopada 2007 roku w Warszawie, w trakcie uroczystości „Katyń Pamiętamy – Uczcijmy Pamięć Bohaterów”.
28 kwietnia 2010 roku w Parku Miejskim im. Romualda Traugutta w Zelowie posadzono Dąb Pamięci poświęcony Stanisławowi Hetmankowi.

## Ordery i odznaczenia
- Krzyż Niepodległości (4 listopada 1933)[10]
- Krzyż Kawalerski Orderu Odrodzenia Polski (10 listopada 1933)[11]
- Krzyż Walecznych
- Złoty Krzyż Zasługi (14 listopada 1930)[12]